# Родимов, Николай Ефимович
Николай Ефимович Родимов (09.12.1918, Самарская область — 26.08.1975) — разведчик 930-го артиллерийского полка, ефрейтор — на момент представления к награждению орденом Славы 1-й степени.

## Биография
Родился 9 декабря 1918 года в селе Подгоры Волжского района Самарской области. Окончил 3 класса. Работал в районном леспромхозе грузчиком.
В 1939 году был призван в Красную Армию. Служил на Дальнем Востоке. На фронте в Великую Отечественную войну с ноября 1941 года. Участвовал в наступлении под Москвой, освобождении Волоколамска. Был тяжело ранен, в голову, три месяца провел в госпиталях. Вернувшись на фронт был зачислен в разведроту 11-й гвардейской стрелковой дивизии. В апреле 1942 года снова тяжело ранен, только через год вернулся на фронт.
Был направлен в 930-й артиллерийский полк 371-й стрелковая дивизии разведчиком-корректировщиком. С этой частью прошел до Победы. Особо отличился в боях за освобождение Прибалтики и разгроме врага в Восточной Пруссии.
В середине июля 1944 года накануне штурма города Вильнюса Родимов в составе группы проник в город. Разведчики оборудовали наблюдательный пункт на водонапорной башне и с началом артиллерийской подготовки корректировали огонь. В ночь на 3 августа в составе группы переправился через реку Неман на небольшой плацдарм, уже занятой подразделениями 57-й стрелковой дивизии. Разведчики оборудовали наблюдательный пункт и установили связь со стрелковыми подразделениями. В бою за плацдарм по своим наблюдениям и запросам командиров стрелковых подразделений вызывали огонь артиллерии и корректировали его. При поддержке артиллерии стрелковые подразделения отбили три ожесточенные атаки. Когда в критическую минуту боя враг прорвался к самому НП, вызвали огонь на себя. 21 октября 1944 года красноармеец Родимов, находясь в разведке в 5 км северо-восточнее города Шталлупёнен, обнаружил вражескую засаду. Вступил в бой, сразил несколько противников, был ранен, но вместе с другими бойцами продолжал выполнять задачу, пока противник не отступил. Приказом от 31 октября 1944 года красноармеец Родимов Николай Ефимович награждён орденом Славы 3-й степени.
В наступательных боях в Восточной Пруссии и при переправе через реку Прегель 17 января 1945 года у населенного пункта Норкиттен, двигаясь в боевых порядках пехоты, обнаружил 4 танка противника, превращенные в огневые точки. По его целеуказаниям они были выведены из строя полковой артиллерией. 23 января незаметно подобрался к зданию, где засели вражеские автоматчики, и гранатами уничтожил их, захватив в плен солдата с пулеметом. Приказом от 16 марта 1945 года красноармеец Родимов Николай Ефимович награждён орденом Славы 2-й степени.
5 апреля 1945 года ефрейтор Родимов вместе с другими разведчиками ворвался в расположение противника близ населенного пункта Клайн-Дребнау и в бою сразил немало вражеских солдат. В этом бою был снова ранен, день Победы встретил в госпитале. В ноябре 1945 года Н. Е. Родимов был демобилизован. Вернулся на родину.
Указом Президиума Верховного Совета СССР от 15 мая 1946 года за образцовое выполнение заданий командования на заключительном этапе Великой Отечественной войны в боях с немецко-вражескими захватчиками ефрейтор Родимов Николай Ефимович награждён орденом Славы 1-й степени. Стал полным кавалером ордена Славы.
Жил в родном селе Подгоры, работал бригадиром в рыболовецком колхозе. Скончался 26 августа 1975 года.
Награждён орденом Красной Звезды, Славы 3-х степеней, медалями.
Одна из улиц в селе Подгоры названа его именем.